# Joubertina
Joubertina is een plaats in de Zuid-Afrikaanse provincie Oost-Kaap in een streek die de Langkloof genoemd wordt.
Joubertina telt ongeveer 5800 inwoners.

## Subplaatsen
Het nationaal instituut voor de statistiek, Stats SA, deelt sinds de census 2011 deze hoofdplaats in in 2 zogenaamde subplaatsen (sub place):
Joubertina SP • Ravinia.

## Zie ook

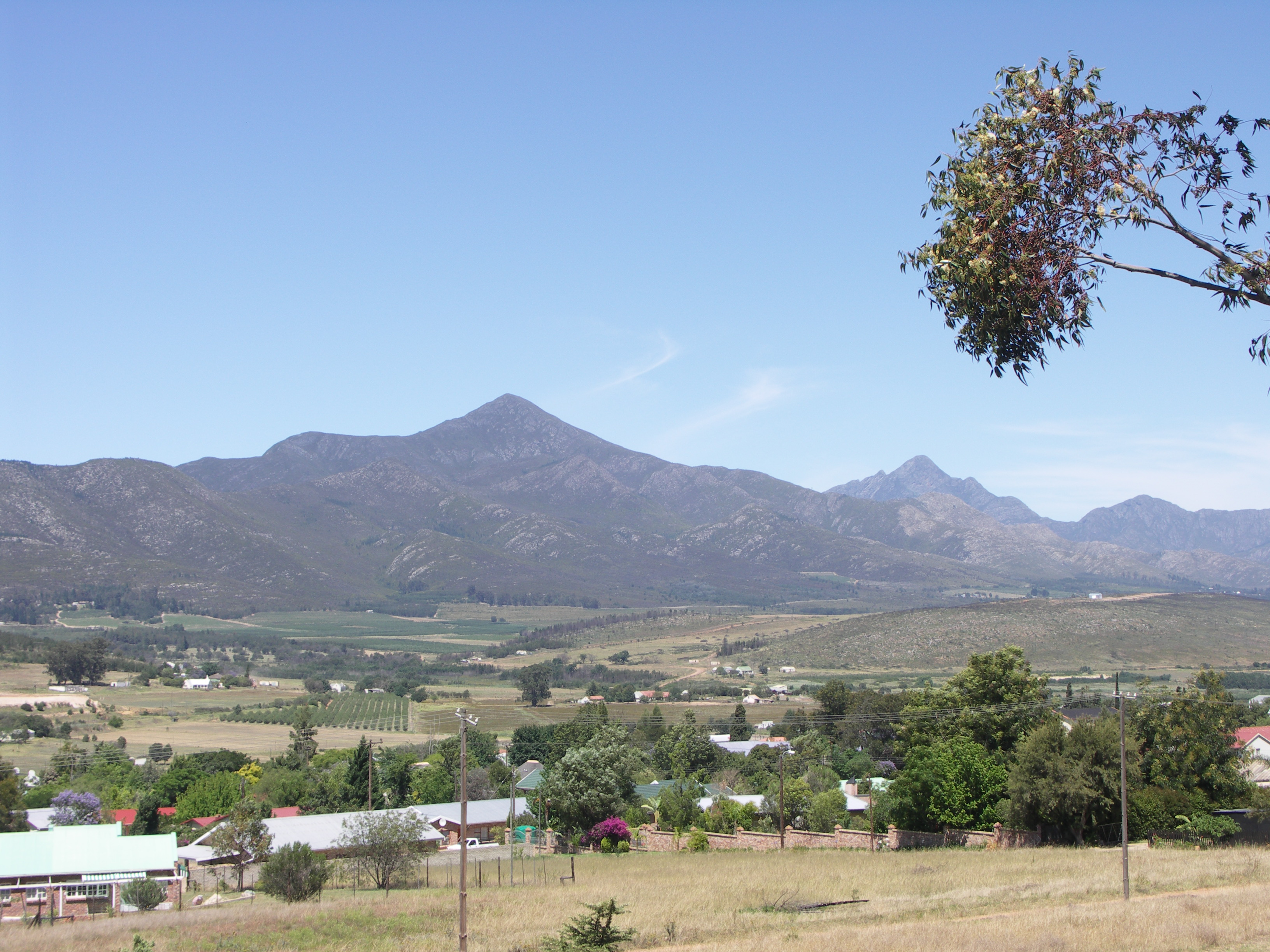
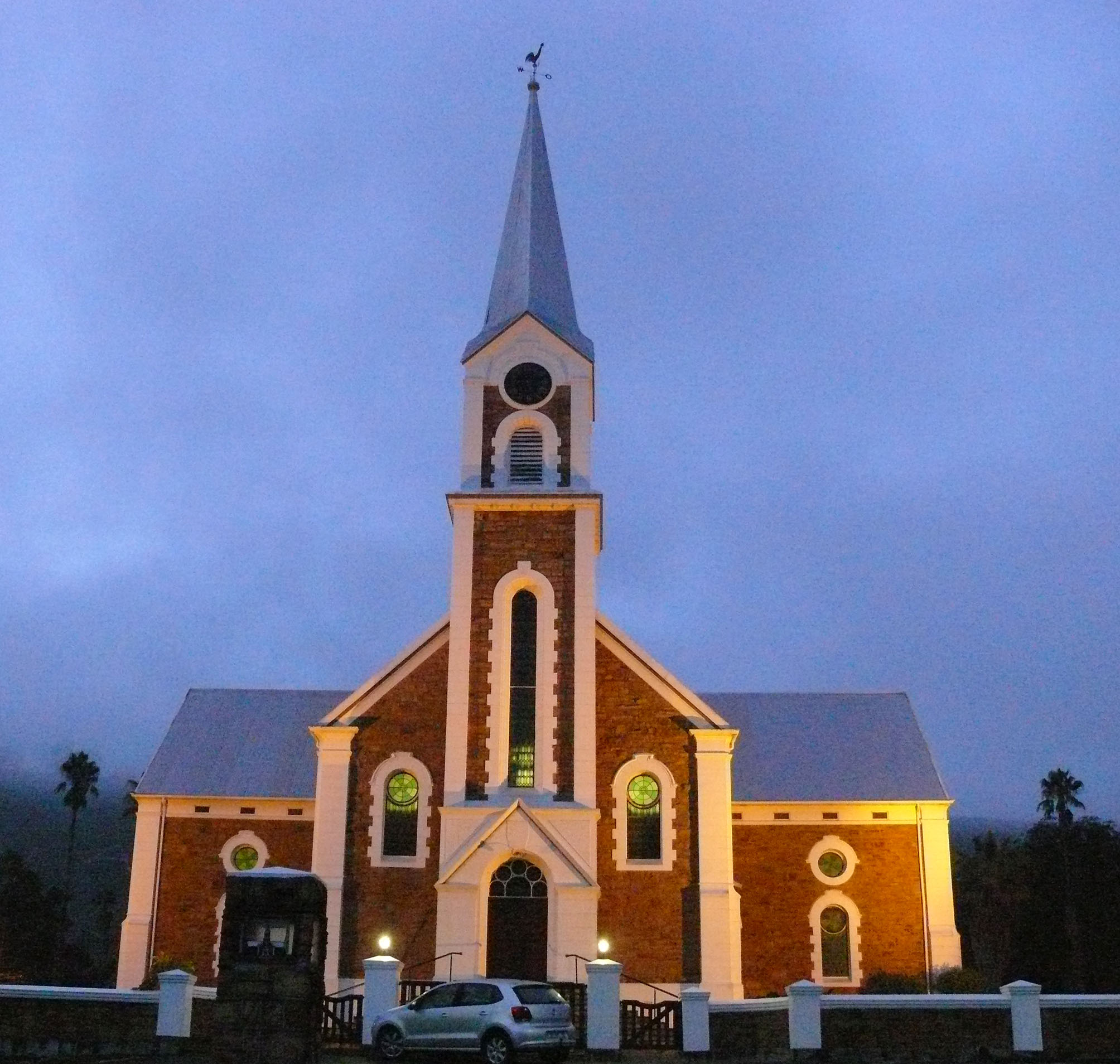